# Kılavuzlu, Asarcık
Kılavuzlu là một xã thuộc huyện Asarcık, tỉnh Samsun, Thổ Nhĩ Kỳ. Dân số thời điểm năm 2010 là 1.682 người.